# No Ordinary Girl
No Ordinary Girl, es el álbum debut de Jordan Pruitt. Fue lanzado en Estados Unidos el 6 de febrero de 2007. El CD debutó en el número 64 en Billboard 200 con 14 000 copias vendidas en tan solo una semana.

## Lista de canciones
1. "No Ordinary Girl" (J. Pruitt, Robin Scoffield, Keith Thomas)
2. "Miss Popularity" (J. Pruitt, Robin Scoffield, Keith Thomas)
3. "Over It" (J. Pruitt, Keith Thomas and Pete Kipley)
4. "Teenager" (J. Pruitt, Robin Scoffield, Keith Thomas)
5. "Outside Looking In" (J. Pruitt, Robin Scoffield, Keith Thomas)
6. "We Are Family" (Nile Rodgers and Bernard Edwards) (cover song)
7. "Waiting For You" (J. Pruitt, Robin Scoffield, Keith Thomas)
8. "Jump to the Rhythm" (Frank Fitzpatrick and Robyn Johnson)
9. "My Reality" (J. Pruitt, Robin Scoffield, Keith Thomas)
10. "Who Likes Who" (J. Pruitt, Robin Scoffield, Keith Thomas)
11. "Later" (J. Pruitt, Robin Scoffield and Dan Shea)
12. "When I Pretend" (J. Pruitt, Robin Scoffield, Keith Thomas)

Bonus Tracks 
1. "Waiting For The Weekend" (Target Bonus Track)
2. "Whatever" (Best Buy Bonus Track)

DVD
1. "Outside Looking In" [music video]
2. "We Are Family" [music video]
3. "Jump to the Rhythm" [music video]
4. "Teenager" [behind the scenes]

## Álbum
Ventas
| Listas             | Posición | Venta   |
| ------------------ | -------- | ------- |
| U.S. Billboard 200 | 64       | 187,887 |

Fechas de lanzamiento
| País           | Fecha                | Disquera                                  |
| -------------- | -------------------- | ----------------------------------------- |
| Estados Unidos | 6 de febrero de 2007 | Hollywood Records / Levosia Entertainment |
| Japón          | 23 de abril de 2007  | Avex Trax                                 |
| Brasil         | 2007                 | Universal Music                           |

- Datos: Q3283643